# 鹿草中寮安溪城隍廟
中寮安溪城隍廟，簡稱中寮城隍廟，位於臺灣嘉義縣鹿草鄉中寮，中寮舊名張寮，明鄭王朝時有張姓、施姓兩戶在中寮開墾，施姓自其故鄉福建泉州府安溪縣迎奉安溪城隍分靈「二城隍」來此，築小廟奉祀。
而後有安溪移民張旦亦奉安溪城隍分靈「三城隍」，途經此地，稍事休憩，卻發現無法搬動神像離去，請示神意，知神欲和二城隍一同在此駐駕，於是同祀此廟。
清乾隆四十年，依照安溪二城隍爺神諭，擇地建廟，主祀大城隍爺金身，安溪迎來此正身二城隍爺、三城隍爺，再依安溪之祀奉，加塑四城隍爺、五城隍爺、城隍夫人(城隍媽)之金身，而成一完整的城隍廟。1966年擴建，1976年重修至1984年方竣工。

## 祭祀
正殿主祀安溪城隍爺，配祀城隍夫人、福德正神、七爺（謝必安將軍）與八爺（范無救將軍）；桌底供奉虎爺。
偏殿奉祀開山爺公。
觀音佛祖殿主祀觀音佛祖，配祀韋馱菩薩、伽藍菩薩、福德正神和註生娘娘。
凌霄寶殿主祀玉皇上帝，陪祀三官大帝、南斗星君和北斗星君。

## 外部連結
- 官方网站